# Primera epístola de Juan
La primera epístola de Juan es una carta del Nuevo Testamento, la primera de las tres epístolas de Juan y la cuarta de las epístolas católicas, destinada a las comunidades cristianas de Asia Menor que se atribuye al apóstol Juan. Declara que "Dios es amor" y articula los temas paralelos que presenta del siguiente modo: Dios es luz (1Jn 1, 5), justicia (1Jn 2, 29), amor (1Jn 4, 7-8) y verdad (1Jn 5, 6-10).
Muestra el nexo entre la condición de lo que él llama hijos de Dios, el amor a los demás y la fidelidad a Jesucristo expresada en la vida práctica. Por su estilo y su doctrina está cerca del evangelio de Juan, por lo cual se considera que procede del mismo autor o del mismo círculo joánico, en la misma época.
Esta epístola fue escrita probablemente en Éfeso entre los años 95 y 110 d. C. El autor aconseja a los cristianos cómo discernir a los verdaderos maestros: por su ética, su proclamación de Jesús en la carne y por su amor. El texto original fue escrito en griego koiné. La epístola está dividida en cinco capítulos.

## Autoría
Tradicionalmente se sostiene que la epístola fue compuesta por Juan el Evangelista, en Éfeso, cuando el escritor se hallaba en edad avanzada. El contenido, el lenguaje y el estilo conceptual de la epístola son muy similares a los del Evangelio de Juan, 2 Juan y 3 Juan. Así, a finales del siglo XIX el erudito Ernest DeWitt Burton escribió que no podía haber «ninguna duda razonable» de que 1 Juan y el evangelio fueron escritos por el mismo autor.
Sin embargo, a partir del siglo XX, eruditos críticos como Heinrich Julius Holtzmann y C. H. Dodd identificaron el Evangelio de Juan y 1 Juan como obras de autores diferentes. Algunas características lingüísticas de los dos textos apoyan esta opinión. Por ejemplo, 1 Juan utiliza a menudo un pronombre demostrativo al principio de una frase, luego una partícula o conjunción, seguida de una explicación o definición del demostrativo al final de la frase -una técnica estilística que no se utiliza en el evangelio. El autor de la epístola también «utiliza la frase condicional en una variedad de figuras retóricas que son desconocidas en el evangelio». Esto indica, como mínimo, que las características lingüísticas cambiaron con el tiempo. Hoy en día, siguiendo el trabajo de J. Louis Martyn y Raymond Brown, la mayoría de los eruditos creen que Juan y 1 Juan fueron escritos por diferentes miembros de la misma comunidad: la «Comunidad joánica». 
La mayoría de los eruditos críticos concluyen que Juan el Apóstol no escribió ninguna de estas obras.

## Datos generales
El género literario no es precisamente una “carta” debido a que faltan los destinatarios y saludos propios de las cartas pero tampoco se trata de un escrito que haya sido redactado en abstracción de circunstancias para enviar un mensaje: el autor se muestra demasiado conocedor de la problemática que afronta la comunidad a la que escribe como para que se trate de una obra solamente literario-exhortativa. Se ha discutido y escrito sobre el motivo de estas omisiones propias de las cartas de entonces pero sin llegar a conclusiones definitivas.
El autor hace notar y pesar la autoridad que tiene y que le viene por dar testimonio de cosas que ha visto y oído (cf. 1Jn 1, 1-4; 1Jn 4, 14) pero no desarrolla un solo tema o sigue un hilo conductor claro como si estuviera escribiendo un tratado o como si el texto fuera una homilía o escrito destinado a ser usado como base de un discurso.
La tradición de la Iglesia ha atribuido esta carta y el cuarto evangelio a Juan, hijo de Zebedeo. Los argumentos que se han usado en contra de esta autoría parten del hecho que de ser Juan apóstol el escritor hubiera aprovechado esto para darse autoridad diciéndolo explícitamente en el texto, además no ofrece datos sobre la vida de Jesús y el uso del plural ("Sabemos..." cf. Jn 21, 24) que indicaría más bien una escuela o comunidad joánica.
Tomando en cuenta esos datos sobre el autor y los contenidos se puede deducir que los destinatarios eran una comunidad cristiana de fines del siglo I sita en el Asia Menor. Se debe considerar apócrifa la adición ad Parthos que aparece en las citas usadas por Agustín de Hipona y Casiodoro.

### Estilo

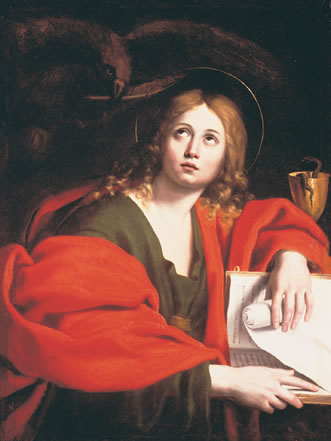
Representación de Juan Evangelista por el Domenichino.

La epístola no está escrita en la misma forma que las otras epístolas bíblicas, ya que carece de una apertura epistolar o conclusión.  La epístola está escrita en un estilo sencillo, sin florituras sintácticas, y hace uso frecuente del asíndeton, donde pensamientos relacionados se colocan uno al lado del otro sin conjunciones.  En contraste con el estilo lineal utilizado en las epístolas paulinas, el biblista Ernest DeWitt Burton sugiere que el pensamiento de Juan «se mueve en círculos», formando una secuencia de pensamiento que avanza lentamente.  Esto es similar a la estructura paralela de métrica hebraica, en la que el segundo Versículo de una copla suele tener el mismo significado que el primero, aunque en esta epístola las frecuentes recapitulaciones de ideas ya expresadas sirven también para añadir algo a lo dicho anteriormente.  En resumen, puede decirse que la epístola exhibe un estilo protréptico que está «marcado por la apelación personal, los contrastes de lo correcto y lo incorrecto, lo verdadero y lo falso, y una pregunta retórica ocasional».
El texto se refiere al público del escritor varias veces como «niños pequeños» (Τεκνία, teknia. Este cariñoso diminutivo aparece siete veces en la carta, una vez como «mis hijitos» (1 Juan 2:1), y la frase también aparece en Juan 13:33.El Pablo también utiliza la frase «hijitos míos» al dirigirse a las iglesias gálatas en Gálatas 4:19.
Algunos estudiosos han propuesto la idea de que la epístola es en realidad el comentario de Juan a una selección de coplas paralelas tradicionales. Aunque esta teoría, propuesta por primera vez por Ernst von Dobschütz y Rudolf Bultmann, no es aceptada universalmente, Amos Wilder escribe que, «Al menos está claro que hay elementos considerables y a veces continuos en la epístola cuyo estilo los distingue del del autor tanto en lo que respecta a la estructura poética como al uso sintáctico.».
En cuanto a la lengua su griego es bastante pobre aunque correcto: usa muy pocas preposiciones, repite la conjunción καὶ y evita las complicaciones de enunciados subordinados. Hay ciertos arameísmos y frases de las que se han encontrado semejantes entre la literatura rabínica.
Uno de los recursos estilísticos que comparte con el autor del cuarto evangelio es el uso del paralelismo antitético que consiste en expresar primero una idea de manera positiva y luego de forma negativa (o al revés) dando así más importancia a la idea resaltada pero haciendo más lento el discurrir del texto. También usa de antítesis por medio de conceptos contrarios que no solo usa como recursos sino también como muestra de un cierto dualismo.
Otro elemento estilístico que se ha subrayado es el constante uso de expresiones como “hijitos” que quizás impliquen una mayor edad por parte de quien escribe ya que la expresión normalmente usada en las demás epístolas es la de “hermanos”.

### Ambiente de la epístola
En la carta no se habla ni se trata del mundo judío: todo el marco de los conflictos con los “judaizantes” está ausente. Sin embargo, se hace alusión al "principio" (cf. 1Jn 2, 7; 3, 11) lo que implicaría un estado de antigüedad en la evangelización y vivencia del mensaje cristiano. Existen párrafos polémicos para con un grupo que se habría separado y que recibe duras invectivas por parte del autor de la carta. La severidad de los castigos impuestos hace pensar que se trata de una división apenas acaecida y que todavía trae consecuencias para la comunidad que se ha mantenido fiel. Las frases que comienzan por “Si alguno dice...” o “Si decimos...” parecen ir dirigidas a combatir las doctrinas de este grupo separado y se pueden resumir en que de alguna manera han dejado de lado la relación con Jesús o la necesidad de su obra salvífica para poder establecer una con Dios. De ahí que también la propuesta moral de este grupo separado sea criticada en la carta. Es evidente la orientación gnóstica de los errores que se combaten y que por tanto, provendrían de paganos conversos y no de judíos. De cualquier forma no se ha podido delimitar la escuela gnóstica concreta o más características que las que pueden deducirse fácilmente por la carta. 
Se habla de apostasía, de los anticristos, de falsos profetas que parecen ser los problemas de las comunidades de entonces y que se dieron desde fines del siglo I.

### Canonicidad
Desde antiguo fue considerado un libro canónico sin mayores disputas. En el canon de Muratori se cita un texto de la carta (1Jn 1, 1) y en el canon del Codex Claromontanus también aparece como parte de los libros inspirados por lo que el testimonio unánime de la tradición siempre lo ha mantenido como parte del Nuevo Testamento.

## Finalidad
«El Cuarto Evangelio se dirige a sí mismo a los desafíos planteados por el judaísmo y otros fuera de los círculos joánicos que han rechazado la visión de la comunidad de Jesús como Hijo preexistente, enviado por el Padre.» El Nuevo Comentario Bíblico de Jerónimo sugiere que las tres epístolas joánicas «describen la fractura de la propia comunidad joánica».
El autor escribió la epístola para que la alegría de su audiencia «fuera plena» (1:4); para que «no practicaran el pecado» (2:1); para que no fueran engañados por falsos maestros (2:26); y para que «vosotros que creéis en el nombre del Hijo de Dios... sigáis sabiendo que tenéis vida eterna» (5:13). Hay dos enfoques principales para entender el propósito general de la carta, pruebas de vida (popularizado por Robert Law) y pruebas de comunión (popularizado por John Mitchell y Zane Hodges). Mientras que el Evangelio de Juan se escribió para los no creyentes (Juan 20:31), esta epístola se escribió para los que ya eran creyentes (5:13). Ernest DeWitt Burton consideró probable que su audiencia fuera mayoritariamente gentil y no judía, ya que contiene pocas citas del Antiguo Testamento o formas de expresión claramente judías.
La epístola también participa del debate sobre la naturaleza de Jesús: el debate sobre la «carne» o la encarnación. En el cristianismo primitivo, algunos defendían el docetismo, una visión según la cual Cristo había sido un ser puramente divino. Más notablemente, el grupo que después se convertiría en los gnósticos eran docetistas. «1 Juan» denuncia ferozmente esta creencia en favor de la opinión de que Jesús tuvo una aparición real «en la carne» en la Tierra. El capítulo 4 escribe que «todo espíritu que confiesa que Jesucristo ha venido en carne procede de Dios» (NRSV), y otros pasajes dicen que Jesús derramó sangre, y si no podía derramar sangre entonces su muerte no tenía sentido. El capítulo 2 también incluye un pasaje que se refiere a un grupo de proto-gnósticos: un grupo que una vez estuvo con la iglesia pero que desde entonces la han abandonado y niegan que el Jesús humano fuera también el Cristo espiritual. El autor denuncia a estos secesionistas como «anticristos». Es posible que la introducción también aborde la cuestión, sobre todo si se parte de la identificación del autor como Juan, o de una afirmación pseudoepigráfica de haber sido discípulo: En el capítulo 1 se habla de tener pruebas de la verdad a través de los ojos y el tacto. Por lo tanto, el autor puede estar afirmando haber conocido personalmente al Jesús físico y está enfatizando su fisicalidad como persona de carne y hueso en lugar de un espíritu o fantasma.

### Estructura
Se discute si existe un esquema o estructura que delinee los temas tratados en la carta o si más bien este esquema es libre o no sistemático. R. Bultmann sostiene que a un primer estrato de pura antítesis se habría añadido el trabajo de un redactor que amplió ya con sentido más didáctico la base inicial e incluso ofrece las partes que considera como partes de ese sustrato primitivo. Asimismo cree en un tercer redactor que hubiera añadido los apartados de 5, 14-21 y el capítulo 2. Sin embargo, Schnackenburg lo ha criticado pues la separación de textos que propone parece arbitraria o al menos que solo responde a aspectos formales sin tomar en cuenta que una persona puede cambiar de estilo al redactar un escrito si su finalidad cambia. E incluye una indicación metodológica que puede aplicarse a este caso:

Por razón de método, ha de seguirse el principio de recurrir a tales hipótesis sólo cuando la explicación unitaria de la obra se demuestra imposible.
Schnackenburg, pág. 55

Más fácil parece tratar de descubrir el esquema a partir de los problemas a los que hace frente la carta. En la introducción de la Biblia de América distingue tres partes además del prólogo y la conclusión:
- Prólogo (1 Jn 1, 1-4)
- Sobre el tema de Dios como luz (1Jn 1, 5 - 2, 27)
- Sobre la filiación divina (1Jn 2, 28 - 4, 6)
- Sobre la fe y el amor como criterios de acción (1Jn 4, 7 - 5, 12)
- Conclusión (1Jn 5, 13-21)

### Cristología
El evangelio que se había dedicado a otros lectores subraya tanto la divinidad de Jesús que pudo ser usado por grupos gnósticos y otros como los secesionistas que son criticados en la carta. De ahí que el autor subraye más en esta carta la realidad humana de Jesús:

Todo espíritu que confiesa a Jesucristo venido en la carne, es de Dios
1Jn 4, 2

De ahí también que se ponga bastante relieve en el carácter salvífico del sacrificio de Cristo en la cruz.

### La vida cristiana
Relevancia especial tiene en la carta el tema de la caridad fraterna, en especial con los más necesitados. El verbo “amar” es usado por el autor 28 veces (el evangelio lo hace en 18 ocasiones) y dada la diferencia de extensión el dato es notable. Lo mismo ocurre con la palabra “amor”: 18 ocasiones en la carta y 6 en el evangelio de Juan. 
Para argumentar, el autor parte de la tradición sobre el mandamiento de Jesús y la pone como signo de autenticidad en la vivencia del cristianismo. Más aún, afirma que es Jesús mismo quien ha mostrado lo que es el amor:

El amor lo hemos conocido en esto: que aquel dio la vida por nosotros. También nosotros hemos de dar la vida por los hermanos
1Jn 3, 16

Y concluye:

Dios es amor
1Jn 4, 8

Así, quien afirme que conoce a Dios o que está en él, pero no ama a su hermano es un mentiroso (cf. 1Jn 1, 6; 4,20) y un ciego (cf. 1Jn 2, 11).

## Comentarios de la Iglesia católica
Según una antigua tradición que data del siglo II, Juan el apóstol escribió sus tres cartas en Éfeso tras regresar del destierro en Patmos, hacia finales del siglo I. La Primera Carta de Juan ya era conocida por San Policarpo alrededor del año 150, quien citó la frase: «Quien no confiese que Jesús ha venido en carne…». Hacia el año 180, Ireneo atribuía esta epístola al apóstol Juan, refiriéndose a sus palabras como del «discípulo del Señor». Clemente de Alejandría, cerca del año 200, escribió un comentario sobre la carta (aunque solo se conservan fragmentos) y la mencionaba frecuentemente, también identificando a San Juan como su autor. De igual modo, Orígenes (†253) destacaba la relación entre esta carta y el Evangelio según San Juan, y Tertuliano (†hacia 222) la atribuía igualmente al apóstol. Además, los primeros catálogos de libros sagrados siempre incluyeron esta epístola, reconociendo a San Juan como su autor.

### Enseñanza

#### La comunión con Dios
Juan expone con profundidad la doctrina sobre la unión del cristiano con Dios. Lo hace, al menos en parte, como respuesta a ciertos maestros que afirmaban tener un conocimiento superior de Dios —llamada gnosis—, separado de la enseñanza cristiana y de la vida según los mandamientos, en especial el del amor fraterno. Estos falsos maestros sostenían que estaban unidos a Dios, aunque no vivieran conforme al Evangelio.
Ante esta postura, Juan insiste en que la verdadera comunión con Dios solo es posible si se acepta la enseñanza de los Apóstoles. Quienes están unidos a ellos pueden estar también en comunión con el Padre y el Hijo. Para expresar esta unión, Juan emplea términos directos y profundos como: conocer a Dios, estar en Él, vivir en la luz, tener al Padre o al Hijo, y así poseer la vida eterna. Una expresión clave en su mensaje es “permanecer en Dios”, que alcanza su punto más alto en las fórmulas recíprocas: permanece en Dios y Dios en él.
Este conocimiento de Dios, marcado por el amor, se refleja en el cumplimiento de sus mandamientos. Quien los observa, permanece en Dios, y Dios en él. Esta obediencia se concreta de forma especial en el amor al prójimo. En resumen, Juan enseña: el que permanece en el amor, permanece en Dios, y Dios en él.

### La fe en Jesucristo
Desde el comienzo hasta el final de la carta, Juan insiste con fuerza en la fe en Jesucristo, tanto en su persona como en su obra salvadora. Esta insistencia tiene un doble propósito: corregir errores doctrinales y fortalecer a los creyentes en la fe auténtica transmitida desde los inicios del cristianismo. El Apóstol subraya que Jesús es verdaderamente Dios, que se encarnó para salvar a la humanidad, y que es el único Mediador entre Dios y los hombres.
El prólogo de la carta resume los puntos fundamentales de esta fe: Jesús es el Verbo eterno, es decir, la segunda Persona de la Santísima Trinidad, que existía desde siempre junto al Padre y que, en un momento concreto de la historia, asumió la condición humana. Esta realidad no es simbólica, sino plenamente encarnada: el Hijo de Dios se hizo verdaderamente hombre. Por medio de Él, la vida eterna se ofrece a los creyentes. Estas verdades aparecen y se refuerzan en distintos pasajes a lo largo de la carta.

### El amor: tema central
El amor ocupa un lugar esencial en la Primera Carta de San Juan. El Apóstol recurre con frecuencia a los términos "amor" y "amar", y dos veces afirma de forma rotunda que “Dios es amor”. Agustín de Hipona llegó a decir que, en esta carta, Juan habló casi exclusivamente del amor. La razón de esta afirmación es que el Apóstol presenta el amor como el núcleo de la vida cristiana, tanto porque Dios, en su ser, es amor eterno, como porque lo ha revelado de manera concreta al enviar a su Hijo al mundo para darnos la vida.
Así, el amor de Dios no es solo una cualidad abstracta, sino una realidad viva que se manifiesta en la historia, especialmente en la Encarnación. Para Juan, entender y vivir este amor es el camino para permanecer en Dios y para reconocer la verdad del cristianismo.

### La filiación divina
Para Juan, el cristiano es verdaderamente hijo de Dios. Esta condición no es simbólica ni puramente legal, sino una transformación real que nace de la gracia recibida en Cristo. La comunión con Dios convierte al creyente en partícipe de su propia vida divina.
El Apóstol lo expresa con fuerza: Mirad qué amor tan grande nos ha mostrado el Padre: que nos llamemos hijos de Dios, ¡y lo somos!. Aunque la filiación del cristiano es distinta de la filiación natural de Jesucristo, es auténtica y sobrenatural. Dios comparte su propia vida con los hombres, haciéndolos renacer de Él. Por eso, Juan habla con frecuencia de los fieles como nacidos de Dios, subrayando que no se trata de un simple título, sino de una nueva identidad fundamentada en la vida divina.

## Manuscritos antiguos supervivientes
.

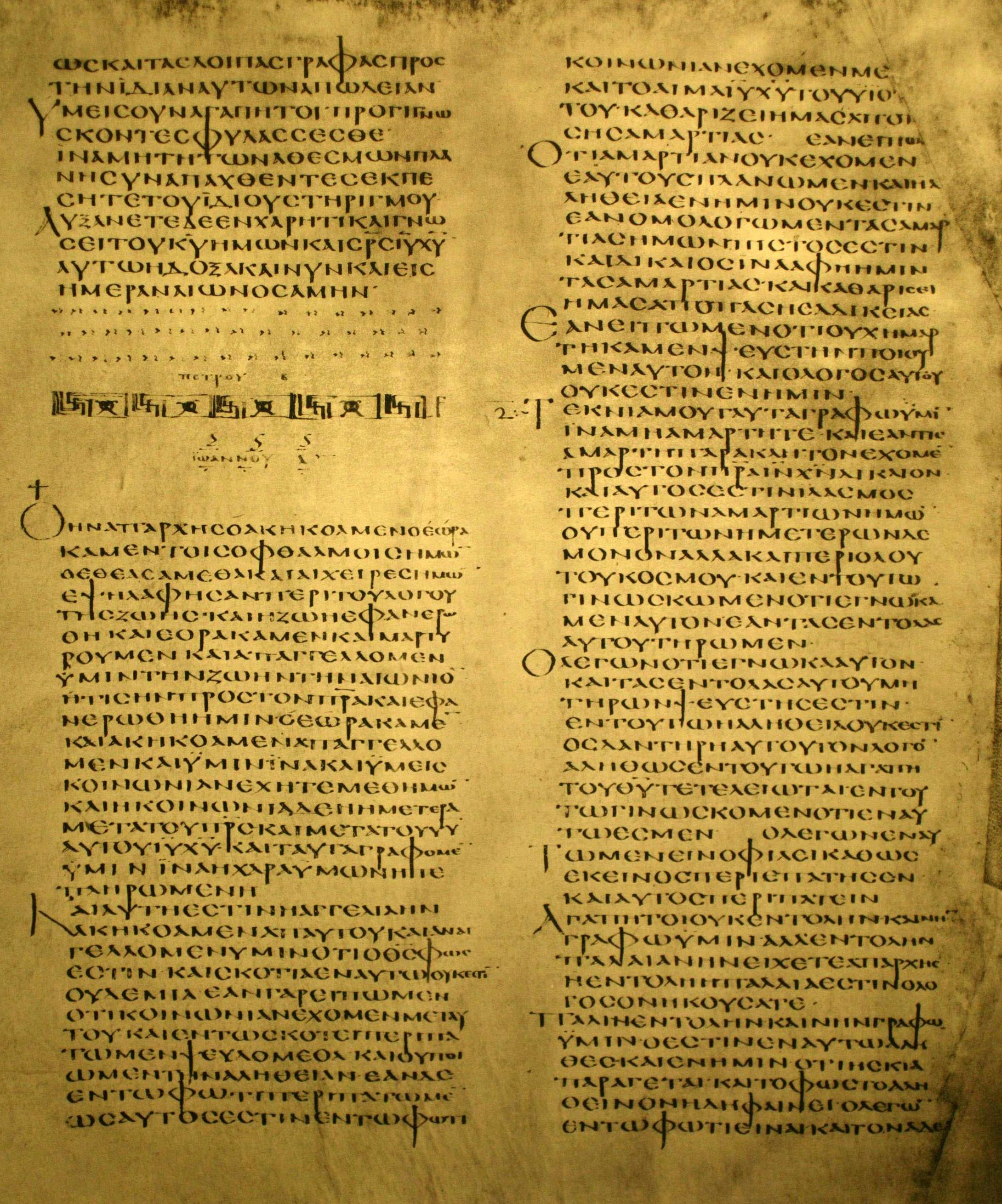
La parte final de la Segunda Epístola de Pedro (3:16-18) y el comienzo de la Primera Epístola de Juan (1:1-2:9) en la misma página del Códice Alejandrino (400-440 d. C.)

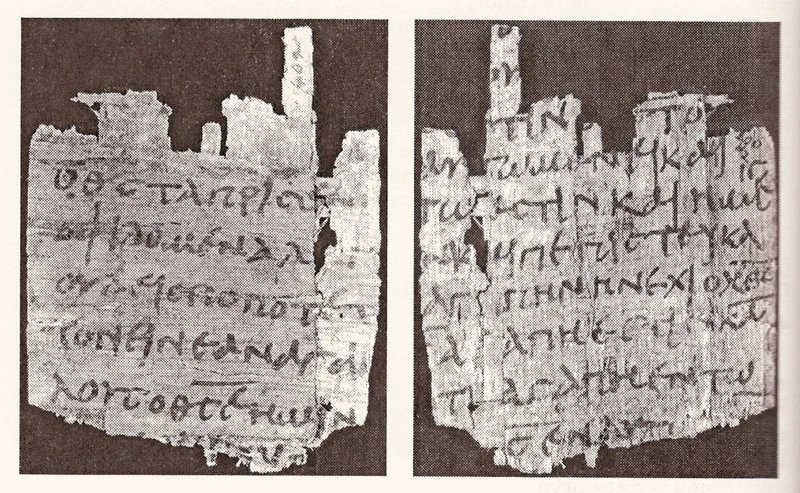
1 Juan 4:11-12, 14-17 en el Papiro 9 (P. Oxy. 402;)

Las primeras versiones escritas de la epístola se han perdido; algunos de los manuscritos más antiguos que se conservan son:
En griego
- Codex Vaticanus (300-325 d. C.)
- Codex Sinaiticus (330-360)
- Codex Alexandrinus (400-440)
- Codex Ephraemi Rescriptus (c. 450; fragmentario)
- Papiro 74 (siglo VII; fragmentario)

Ÿ En latín
- Palimpsesto de León (siglo VII; Versículos existentes 1 Juan 1:5-5:21,[37] incluyendo el texto de la Coma joánica (1 Juan 5:7).[38]

El fragmento muratoriano, datado en 170 d. C., cita el capítulo 1, Versículos 1-3 dentro de una discusión sobre el Evangelio de Juan. Papiro 9, que data del siglo III, tiene partes supervivientes del capítulo 4, Versículos 11-12 y 14-17.
Diferentes versiones del manuscrito griego tienen distintas redacciones para algunos Versículos.

## Prólogo
Los versículos 1-4 del primer capítulo constituyen un prólogo o introducción relativa al Verbo encarnado. Al igual que el Prólogo del Evangelio de Juan, esta introducción nos dice que aquello sobre lo que el autor se propone escribir es el Verbo que es la Vida. El comentarista anglicano Alfred Plummer señala que «la similitud con la apertura del Evangelio es manifiesta», pero con una diferencia significativa, en el sentido de que el Evangelio se refiere a la existencia del λόγος, “”lógos“”, palabra, antes de la creación, mientras que aquí se trata de que la palabra existía antes de la Encarnación. 

## Coma joánica

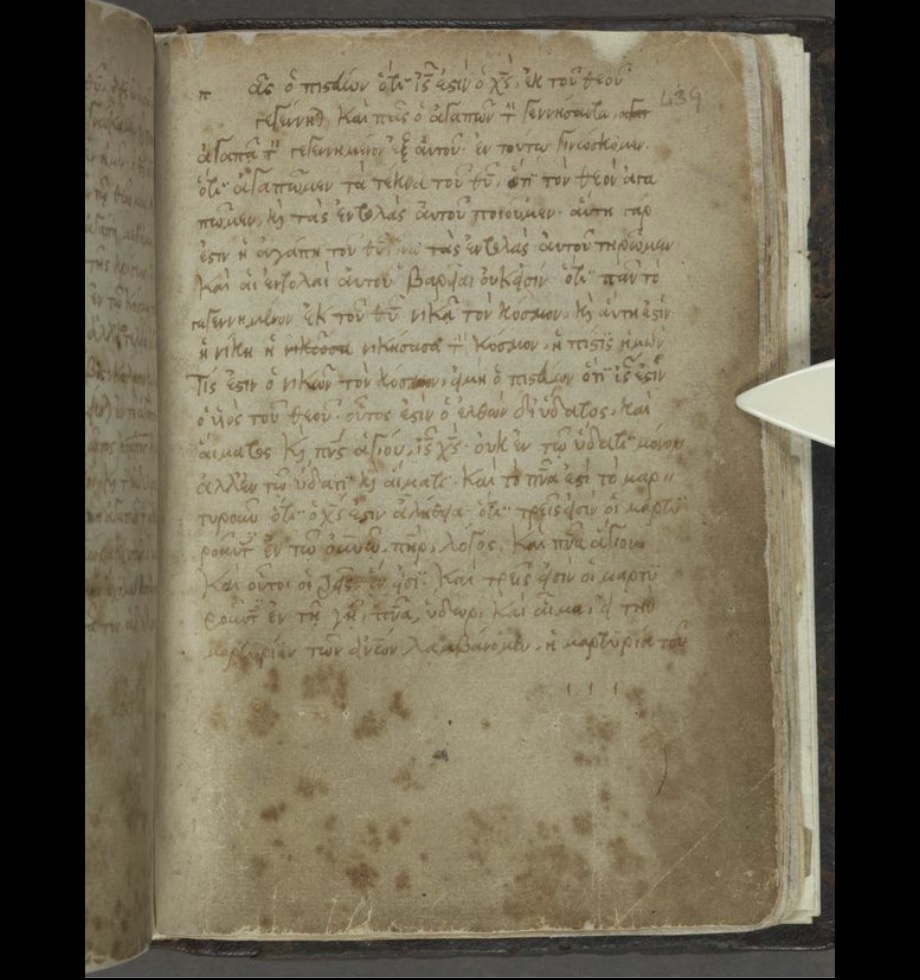
Codex Montfortianus (1520)página 434 anverso con «1 Juan 5» Coma joánica.

Una glosa trinitaria (nota marginal) conocida como coma joánica, añadida a las traducciones latinas de la epístola en el siglo IV, fue interpolado (añadido al texto principal) dentro de 1 Juan 5:7-8 en el transcurso de la Edad Media. Aunque ningún manuscrito griego anterior al siglo XV incluye el pasaje, Erasmo lo añadió a ediciones posteriores de su edición del Nuevo Testamento, a partir de 1522.  Las Biblias traducidas a partir de su edición integran el pasaje, incluida la King James Version (1611), que lo traduce de la siguiente manera (en cursiva):

Porque tres son los que dan testimonio en el cielo: el Padre, el Verbo y el Espíritu Santo; y estos tres son uno.
Y hay tres que dan testimonio en la tierra, el Espíritu, y el Agua, y la Sangre, y estos tres concuerdan en uno.

Las traducciones realizadas desde el siglo XVIII y basadas en una edición crítica no incluyen este texto, o lo incluyen como nota a pie de página. Debido a que el añadido apoya la doctrina del trinitarismo, figuró en los debates protestantes y católicos sobre este tema en el período moderno temprano.

## Versículo final
Hijitos, guardaos de los ídolos. Amén. 
Plummer sugiere que aquí, «como al final del Evangelio [de Juan]  y la Segunda Epístola, “Amén” es el añadido de un copista».  La versión Textus Receptus incluye «Ἀμήν», Amén, al final, pero las ediciones críticas no lo hacen.

## «A los Partos»
Alrededor del año 415, Agustín de Hipona escribió un comentario en latín Sobre la Epístola de Juan a los Partos (en latín, ad Parthos), en el que identifica a los destinatarios de la carta de Juan como Partos. En ocasiones se ha sugerido que se refiere a una comunidad de conversos de la Comunidad judía de Babilonia. Alrededor del año 730, Bede escribió que Atanasio de Alejandría también había creído en un destino parto para 1 Juan. Esta tradición, sin embargo, sólo se conoce por fuentes latinas. (Tres manuscritos griegos tardíos de 2 Juan la etiquetan «a los partos».) En conjunto, es probable que la primera carta de Juan se escribiera para la iglesia de Éfeso y que la etiqueta parta se deba a un error de lectura o a un malentendido.